# Saint-Julien-de-Chédon
Saint-Julien-de-Chédon é uma comuna francesa na região administrativa do Centro, no departamento Loir-et-Cher. Estende-se por uma área de 9,91 km². Em 2010 a comuna tinha 769 habitantes (densidade: 77,6 hab./km²).